# لوکا لزرینی
لوکا لزرینی (انگلیسی: Luca Lezzerini؛ زادهٔ ۲۴ مارس ۱۹۹۵) بازیکن فوتبال اهل ایتالیا است.
از باشگاه‌هایی که در آن بازی کرده‌است می‌توان به باشگاه فوتبال فیورنتینا اشاره کرد.
وی همچنین در تیم‌های ملی فوتبال زیر ۱۶ سال ایتالیا، زیر ۱۷ سال ایتالیا، و زیر ۱۹ سال ایتالیا بازی کرده‌است.